# Linguee

Logotipo oficial da Linguee

Linguee é um serviço online que oferece um dicionário para diversas línguas. Ao contrário de serviços similares, Linguee incorpora um motor de busca que permite o acesso a uma grande quantidade de frases, traduzidas de forma bilíngüe, que vêm do World Wide Web. 
Linguee usa web crawlers especializados para pesquisar na Internet por textos bilíngues apropriados para dividi-los em frases paralelas. As sentenças emparelhadas são identificadas e passam por avaliação automática de qualidade por um funcionário treinado que calcula a qualidade da tradução. O usuário pode definir o número de pares usando uma pesquisa difusa, de acesso, e no ranking de resultados de pesquisa com a garantia de qualidade e conformidade anterior é influenciado pelo termo de pesquisa. Os usuários também podem avaliar traduções manualmente, de modo que o sistema de  aprendizagem de máquina é treinada continuamente.
O conceito por trás do Linguee foi concebido no outono de 2007 pelo ex-empregado da Google Dr. Gereon Frãhling, e desenvolvido no ano seguinte, juntamente com Leonard Fink. A ideia do negócio foi premiada em 2008 com o prêmio principal de uma competição promovida pelo Ministério Federal da Economia e Tecnologia da Alemanha.